# Granula
Granula sind unter dem Mikroskop deutlich sichtbare, körnchenförmige Einlagerungen in biologischen Zellen, die meist Speicher- oder Sekretstoffe enthalten (z. B. Glykogen-, Lipid-, Protein-, Ferritin- oder Pigment-Granula). Umgeben sind sie von einer Nicht-Einheitsmembran, die den Granulainhalt vom Cytoplasma ausgrenzt.
  Sie lassen sich anhand ihrer Anfärbbarkeit unterscheiden in: azidophil, azurophil, basophil, chromaffin, eosinophil, metachromatisch und neutrophil.
Die Freisetzung von Granula aus den Zellen nennt man Degranulation.
Ansammlungen von beispielsweise fehlerhaft gefalteten Proteinen nennt man dagegen Einschlusskörperchen.

## Quelle
- Roche-Lexikon Medizin. Urban & Fischer, München 5. A. 2003, ISBN 978-3-437-15150-7 (Suche online)